# Brinckiella serricauda
Brinckiella serricauda är en insektsart som beskrevs av Naskrecki och Bazelet 2009. Brinckiella serricauda ingår i släktet Brinckiella och familjen vårtbitare. Inga underarter finns listade i Catalogue of Life.